# جان مارك فالي
جان مارك فالي (بالإنجليزية: Jean-Marc Vallée)‏ (9 مارس 1963 - 25
ديسمبر 2021) ممثل، ومخرج سينمائي، وكاتب سيناريو، ومنتج أفلام، ومونتير من كندا . ولد في مونتريال .

## التعليم
تعلم في جامعة كيبيك في مونتريال.

## الحياة الشخصية
توفي فالي يوم 25 ديسمبر 2021 عن عمر ناهز 58 عاما، حيث وجد متوفيا في الشاليه الخاص به والذي يقع في بيرتييه سور مير.

## روابط خارجية
- جان مارك فالي على موقع IMDb (الإنجليزية)
- جان مارك فالي على موقع ألو سيني (الفرنسية)
- جان مارك فالي على موقع ميوزك برينز (الإنجليزية)
- جان مارك فالي على موقع أول موفي (الإنجليزية)
- جان مارك فالي على موقع بوكس أوفيس موجو (الإنجليزية)
- جان مارك فالي على موقع قاعدة بيانات الأفلام السويدية (السويدية)
- جان مارك فالي على موقع قاعدة بيانات الفيلم (الإنجليزية)
- جان مارك فالي على موقع كينوبويسك (الروسية)